# Sagalassa triphaenoides
Sagalassa triphaenoides is een vlinder uit de familie Brachodidae. De wetenschappelijke naam van de soort is voor het eerst geldig gepubliceerd in 1883 door Arthur Gardiner Butler.